# San Valentino in Abruzzo Citeriore
San Valentino in Abruzzo Citeriore er en by i Abruzzo, Italien med 1.833 (2023) indbyggere.